# Adolf y Catharina Croeser en la Oude Delft
Doble retrato de Adolf y Catharina Croeser en la Oude Delft (1655), antes conocido como Burgomaestre de Delft y su hija, es un cuadro de Jan Steen que forma parte de la colección del Rijksmuseum de Ámsterdam. Es la única pintura que se ha establecido hasta la fecha del 'período de Delft' de Jan Steen.
Jan Steen vivió en Delft desde 1654 hasta 1657, donde dirigió la fábrica de cerveza De Roscam en Oude Delft, ahora número 74, sin mucho éxito. La pintura muestra una parte de la Oude Delft («ciudad antigua»), aproximadamente frente a De Roscam. Un ciudadano de Delft y una muchacha que probablemente es su hija aparecen elegantemente vestidos a la moda frente a la entrada de su casa junto al canal. El hombre está sentado sujetando una nota, la muchacha baja los escalones, donde está escrita la firma del autor. El otro lado de la escala social también está representado: junto al ciudadano acomodado, una mujer y su hijo le piden limosna. La Oude Kerk se puede ver al fondo.
La primera mención de la pintura se remonta a 1761 cuando apareció en una subasta en París. En ese momento, se asumió que la persona retratada era un alcalde de Delft, posteriormente identificado como Geraldo Briel van Welhoeck. Los historiadores del arte posteriores supieron que esto es incorrecto. Sin embargo, el título acuñado en 1761 sigue siendo común, junto con el más correcto Ciudadano de Delft y su hija.
Después de una larga investigación de archivos, el historiador del arte Frans Grijshout y el historiador Niek van Sas (Universidad de Ámsterdam) concluyeron en 2006 que el hombre retratado en la pintura de Jan Steen no es el alcalde de Delft, sino el comerciante de granos Adolf Croeser (c. 1612-1668) con su hija de 13 años. Probablemente fue proveedor de la cervecería De Roskam de Steen y vivía en Oude Delft, en lo que es ahora el número 111.
En marzo de 2004, el Rijksmuseum hizo su primer intento de comprar la pintura a un particular británico por 11,9 millones de euros. Después de los intentos fallidos del gobierno británico de conservar la pintura para el Reino Unido, el 16 de agosto de 2004 se emitió una licencia de exportación, lo que hizo realidad la compra más cara de la historia del Rijksmuseum.[cita requerida] Unos días después, la obra se exhibió por primera vez en el Rijksmuseum.
La pintura ganó gran fama como la imagen de portada del best-seller de Simon Schama sobre la cultura de la Edad de Oro, La vergüenza de las riquezas (1987; traducido al holandés como Abundancia y malestar ).